# RWD-7
RWD-7 – polski samolot sportowo-rekordowy, skonstruowany przez zespół konstrukcyjny RWD w 1931 roku.

## Historia
Samolot RWD-7 był oparty na konstrukcji wcześniejszych samolotów RWD-2 i RWD-4. Skonstruowany był przez inżynierów zespołu RWD - Stanisława Rogalskiego, Stanisława Wigurę i Jerzego Drzewieckiego w warsztatach Sekcji Lotniczej KMSPW. Samolot zaprojektowany był do bicia rekordów, dlatego w stosunku do RWD-2 zamontowano silnik o większej mocy i podjęto starania w celu maksymalnego zmniejszenia masy. Samolot przejął od poprzedników charakterystyczny kształt kadłuba, nie zapewniający bezpośredniej widoczności do przodu. Pilot musiał wychylać się w tym celu częściowo przez nieoszklone okno boczne, korzystając ze zwężonego w tym miejscu kadłuba. Budowę samolotu rozpoczęto na początku 1931, oblatany został w lipcu 1931 przez konstruktora Jerzego Drzewieckiego. Zbudowano tylko jeden egzemplarz, który otrzymał znaki SP-AGH.
7 sierpnia 1931 Franciszek Żwirko i Stanisław Prauss podjęli próbę pobicia rekordu wysokości lotu w klasie samolotów o ciężarze własnym do 280 kg, uzyskując 5996 m, lecz federacja FAI nie uznała go z powodu niestandardowych przyrządów pomiarowych. Rok później, 30 września 1932, po założeniu większego śmigła, J. Drzewiecki i Antoni Kocjan ustanowili jednak rekord wysokości 6023 m. W międzyczasie, 12 sierpnia 1931, Jerzy Drzewiecki i Jerzy Wędrychowski pobili także międzynarodowy rekord prędkości w II klasie samolotów turystycznych, uzyskując 178 km/h.
Samolot ten wziął udział także w kilku krajowych zawodach lotniczych, jednak bez większych sukcesów. Używany był przez pilotów Aeroklubu Warszawskiego, choć stale latał w barwach wytwórni DWL-RWD. W 1936 został zakupiony przez kpt. Zbigniewa Babińskiego, służąc do 1938 roku. RWD-7 miał wyjątkowo krótki rozbieg przy starcie - z jednoosobową załogą zaledwie 18 m, normalnie 30 m.

## Opis konstrukcji
Dwumiejscowy samolot sportowy, wolnonośny górnopłat konstrukcji drewnianej. Kadłub kryty sklejką, płat o obrysie trapezowym, niedzielony, kryty płótnem i sklejką. Usterzenie klasyczne. Kabina dwuosobowa, zakryta, z nieoszklonymi oknami po bokach, miejsca w układzie tandem (pilot z tyłu). Dwoje drzwi z prawej strony kadłuba. Silnik gwiazdowy, 5 cylindrowy Armstrong-Siddeley Genet II, o mocy nominalnej 75 KM. Silnik w nosie kadłuba, osłonięty blachą aluminiową. Śmigło dwułopatowe drewniane stałe. Zbiornik paliwa o pojemność 36 l. Podwozie samolotu klasyczne, stałe, z płozą ogonową.